# Кусто, Филипп
Филипп Кусто (30 декабря 1940 — 28 июня 1979) — французский океанограф, второй сын Жака-Ива Кусто и Симоны Кусто.

## Биография
Родился в Тулоне. В возрасте 5 лет в первый раз нырнул с аквалангом, а к 7 годам овладел дайвингом на профессиональном уровне. Детство Филиппа Кусто прошло в путешествиях по миру, во время которых он познакомился с культурой различных народов и изучил несколько языков.
В 1965 году принял участие в проекте Ж.-И. Кусто «Преконтинент-3», отвечая за киносъёмочную часть эксперимента проживания под водой на глубине 100 м.
В феврале 1967 года Филипп Кусто сопровождал своего отца в экспедиции на «Калипсо». Целью экспедиции была съёмка акул в Красном море и Индийском океане. Филипп Кусто был главным оператором экспедиции, а позже изложил свои впечатления в книге «Великолепный варвар морей» (1970).

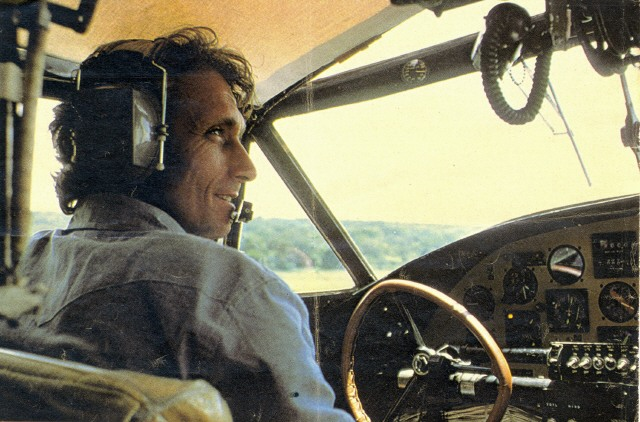
1978 год

Погиб в 1979 году при крушении летающей лодки PBY Catalina на реке Тахо, неподалёку от Лиссабона. Филипп Кусто, управлявший самолётом, посадил его на воду и повёл вдоль реки на большой скорости, чтобы проверить корпус на протечки. Летающая лодка зарылась носом в воду, перевернулась, и фюзеляж переломился за кабиной. Крыло отделилось от фюзеляжа, и левый двигатель, оторвавшись, пробил кабину со стороны командира. Летевшие с ним штурман Жан-Пьер Грос и ещё шесть членов экипажа чудом остались живы и, благодаря помощи местных рыбаков, были спасены. Тело Филиппа Кусто не могли найти три дня. Семья Кусто похоронила его в море, в двадцати пяти милях от побережья Португалии.

## Семья
Жена — Дженис Кусто, девичья фамилия — Салливан (Sullivan; род. 1939), поженились 10 февраля 1967 года в Париже. В браке родилось двое детей: Александра (род. 1976) и Филипп Кусто — младший (род. 1980), оба стали океанографами и выступили в качестве соучредителей некоммерческой организации EarthEcho International.

## Наследие
В честь океанографа в Астурии (Испания) открыт Музей якорей имени Филиппа Кусто (исп.).

## Киновоплощения
- Одиссея — Пьер Нине, Улиссе Стейн (в детстве)